# Харлем (Њујорк)
Харлем (енгл. Harlem) је део четврти Менхетн у Њујорку, дуго познат као главни афроамерички стамбени, културни и пословни центар. Харлем је основан као холандско село, формално организовано 1658. године. Име је добио по граду Харлему у Холандији.

## Историја
Први европски насељеници на овом подручју „Новог Харлема“ били су Хенрик (Хенри), Исак де Форест и њихова сестра Рејчел француско холандски емигранти, који су емигрирали 1637. године.
Харлем је кроз своју историју имао велике промене становништва. Црни становници су почели да се насељавају 1904. године за време велике миграције у САД.

## Познате личности
- Малколм X - активиста, борац за људска права
- Артур Милер - књижевник
- Ал Пачино - глумац
- Хари Белафонте – музичар
- Шон Коумс (Пи Диди) - репер и продуцент
- Џејмс Болдвин - писац
- Карим Абдул-Џабар - амерички кошаркаш
- Тупак Шакур - амерички репер